# 郭宏杰
郭宏杰（1937年—2008年），男，汉族，安徽萧县人，中华人民共和国政治人物，曾任中共安徽省委书记（时有第一书记），安徽省革命委员会副主任，中国共产党第九届中央委员会候补委员，第十届中央委员会委员。